# Nowa Synagoga w Brunszwiku
Nowa Synagoga w Brunszwiku (niem. Neue Synagoge in Braunschweig) – synagoga znajdująca się w Brunszwiku w Niemczech, przy Alte Knochenhauerstraße 1.
Dnia 26 kwietnia 2006 roku tyłach budynku gminy żydowskiej wmurowano na kamień węgielny pod budowę nowej synagogi, którą uroczyście poświęcono 6 grudnia 2006 roku. Budowla jest wzorowana na Wzgórzu Świątynnym w Jerozolimie. Wewnątrz znajduje się około 200 miejsc siedzących. Koszty budowy wyniosły około 600 000 euro.